# Avaya
Avaya je globální společnost specializující se na firemní komunikaci. Její sídlo je v Basking Ridge, NJ, Spojené státy americké.

## Produkty
- Avaya Data
  - Virtual Services Platform 9000 (VSP-9000)
  - Ethernet Routing Switch (ERS-8800)
  - Ethernet Routing Switch (ERS-8300)
  - Ethernet Routing Switch (ERS-5600)
  - Ethernet Routing Switch (ERS-5500)
  - Ethernet Routing Switch (ERS-4500)
  - Ethernet Routing Switch (ERS-2500)
  - Secure Router 4134/2330
  - WLAN 8100
  - VPN Gateway
  - Identity Engines
- Unified Communications
  - Avaya Aura AS-5300
  - Avaya Aura Application Enablement Services
  - Avaya Aura Communication Manager
  - Avaya Aura Communication Manager Branch
  - Avaya Aura Communication Manager Messaging
  - Avaya Aura Media Services
  - Avaya Aura Presence Services
  - Avaya Aura Session Manager
  - Avaya Aura System Platform
  - Avaya Aura SIP Enablement Services
  - Avaya Aura System Manager
  - Avaya Integrated Management
  - Avaya Communication Server 1000